# Rafael Núñez
Pour les articles homonymes, voir Núñez.
Rafael Wenceslao Núñez Moledo, né le 28 septembre 1825 à Carthagène des Indes et mort le 18 septembre 1894 dans la même ville, est un écrivain et homme d'État colombien.
Núñez est président des États-Unis de Colombie de 1880 à 1882 puis de 1884 à 1886. Libéral modéré et fondateur du Parti national, il fut, avec l'appui du parti conservateur, l'inspirateur du mouvement de la Regeneración de 1884 et de la constitution de Colombie de 1886 qui fonde la république de Colombie actuelle. Il fut à nouveau président de la République de 1887 à 1892 et une dernière fois de 1892 à 1894.
En tant qu'écrivain, Rafael Núñez est un romantique tardif et un sceptique. Sa poésie est contenue dans les deux volumes Versos (1885) et Poesías (1889). Il est également l'auteur des paroles de l'hymne national de la Colombie, adopté officiellement en 1920.

## Vie personnelle

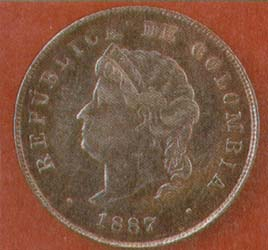
Pièce de monnaie colombienne de 1887 représentant Soledad Román de Núñez, seconde femme de Rafael Núñez.

Rafael Núñez naît à Carthagène des Indes le 28 septembre 1825. Il est l'aîné des trois enfants de Dolores Moledo García et du colonel Francisco Núñez García qui se sont mariés le 6 novembre 1824.
Rafael Núñez se marie à deux reprises. En 1851, le 25 février ou le 13 juin suivant les sources, il se marie tout d'abord à David au Panama avec Dolores Gallego, la belle-sœur du vice-président de la République José de Obaldía. Deux enfants naissent de ce mariage avant leur divorce le 25 avril 1872.
Sa deuxième épouse est la Carthaginoise Soledad Román, qu'il a connue chez le général Juan José Nieto. Le mariage civil a lieu le 14 juillet 1877 à Paris, confirmé par une cérémonie religieuse le 23 février 1889. Soledad sera l'amour de la vie de Núñez et sa compagne jusqu'à la fin de sa vie.

## Carrière politique

### Débuts
Núñez étudie le droit à l'université de Carthagène en 1840, mais ces études sont interrompues par le déclenchement de la Guerre des Suprêmes. À tout juste 15 ans, il s'engage aux côtés des libéraux et participe au siège de sa ville natale, notamment défendue par son propre père qui appuie les légitimistes,. En 1844, la guerre terminée, il retourne à ses études. Il est admis comme avocat de la défense l'année suivante puis est nommé au poste de juge par intérim dans la deuxième chambre de la province de Veraguas, résidant à David.
Dans le même temps, il adhère à la Sociedad Democrática de Carthagène des Indes et s'initie au journalisme en fondant le périodique La Democracia. Ses écrits montrent un talent certain d'analyste politique et de polémiste et une pensée politique libérale radicale.
En 1849, à tout juste 24 ans, Núñez est nommé recteur du Colegio Nacional de Cartagena de Indias. Peu après, le retour des libéraux au pouvoir en la personne du général José Hilario López ouvre à Núñez des perspectives politiques intéressantes. Le gouverneur de la province de Carthagène des Indes, le général José María Obando, le nomme secrétaire général, poste auquel Núñez est confirmé par les gouverneurs suivants, Pablo de Alcázar puis le général Tomás de Herrera.
En 1851, Núñez retourne au Panama où il épouse Dolores Gallego. Là, il est élu à la Chambre des représentants pour la province de Chiriquí. Ses prises de positions dans la vie parlementaire nationale portent sur la séparation de l'Église et de l'État, l'élection des gouverneurs de provinces au suffrage universel et les libertés individuelles,. En 1853, il approuve la réforme constitutionnelle qui mène le pays vers le libéralisme et le fédéralisme. Il est nommé secrétaire du Gouvernement sous la présidence de José María Obando. Durant le mandat de Manuel María Mallarino il est secrétaire à la Guerre puis des Finances.
En 1863, après la convention de Rionegro où il représente l'État de Panama, il voyage à New York où il écrit pour différents journaux sous le pseudonyme de Wencelly David de Olmedo et revient en Nouvelle-Grenade en 1865.
Le 6 juillet 1865, Núñez arrive en France après avoir été nommé consul au Havre par le gouvernement de Manuel Murillo Toro. Il habite alors entre Le Havre et Paris, où il rencontre fréquemment le général Tomás Cipriano de Mosquera, consul à Londres auprès du Royaume-Uni, des Pays-Bas, de la Prusse et de l'Italie. Núñez voyage également à Genève et en Italie. Le 14 juillet 1866, le gouvernement nouvellement élu du général Mosquera nomme Núñez consul à Bruxelles, puis consul général de Bruxelles et Amsterdam, mais celui-ci refuse, préférant rester au Havre pour des raisons tant économiques que personnelles. Entre la fin de 1868 et le début de 1869, il voyage dans le sud de la France et en Espagne. Fin 1869, le président Santos Gutiérrez nomme Núñez consul général à Liverpool, où il reste jusqu'en 1874, refusant la proposition du président Eustorgio Salgar d'être nommé secrétaire à la Guerre et à la Marine. En 1874, Núñez publie à Rouen son œuvre « Ensayos de Crítica Social ». Le 26 novembre 1874, Núñez est de retour en Colombie après que le bateau à vapeur Lafayette le débarque à Sabanilla.

### Vers la politique de Regeneración

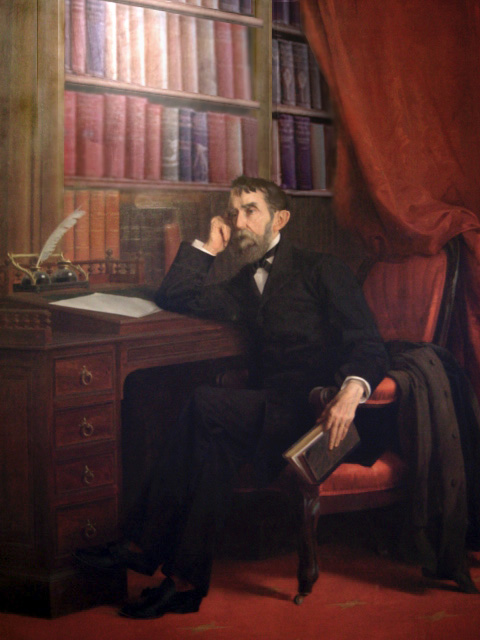
Rafael Núñez, portrait.

Entre 1875 et 1880, le modèle politico-économique libéral institutionnalisé par la convention de Rionegro de 1863 a touché le fond. Le pays est ruiné : l'infrastructure routière existante a échoué à renforcer l'intégration des provinces, les échanges réguliers entre elles sont minimes. Les plantations et les cultures sont en déclin. En général, les exportations agricoles traditionnelles (tabac, indigo et Cinchona ledgeriana) ont disparu tandis qu'en compensation l'exportation de l'or et du café augmente lentement, représentant environ 50 % du total des exportations. En outre, l'industrie n'est pas encore apparue. Dans ces circonstances difficiles, un groupe radical soutient la candidature de Núñez en 1876, mais perd l'élection face au santandereano Aquileo Parra.
Une alerte grave est constituée par la guerre civile de 1876-1877,, les États dirigés par des conservateurs refusant de reconnaître la nomination d'Aquileo Parra par le Congrès et entrant en rébellion contre le pouvoir central. À la suite de la victoire du général Julián Trujillo Largacha, qui commande les troupes des libéraux au pouvoir, sur les rebelles conservateurs, les libéraux se divisent en deux courants : les radicaux, ou gólgotas, et les modérés, ou draconianos, aussi appelés indépendants. C'est de cette deuxième faction que Núñez prend la tête tandis qu'il commence à proposer des réformes de l'appareil d'Etat dans un mouvement appelé Regeneración.
Núñez, qui a été confronté à d'autres systèmes politiques durant les dix ans qu'il a passés en Europe, fait valoir que le pays ne peut pas continuer dans le fédéralisme extrême et qu'il doit être donné au gouvernement central le pouvoir d'intervenir dans l'économie. Selon cette nouvelle doctrine, l'État doit promouvoir les investissements dans l'industrie, l'ouverture de nouvelles routes et de voies ferrées, protéger ce que produit l'industrie colombienne et créer un climat favorable aux investissements étrangers. En 1878, Núñez est élu sénateur pour le parti libéral et président du Congrès, un poste qu'il occupe jusqu'en 1880, quand il est de nouveau candidat à la présidence. Comme président du Sénat, il prête serment au président Julián Trujillo Largacha élu le 1er avril 1878, annonçant dans son discours : « Nous avons atteint un point où nous sommes confrontés à ce dilemme : la régénération administrative fondamentale ou la catastrophe ».
Les libéraux au pouvoir, appelés « radicaux », sont fermement opposés à Núñez, et font tout pour l'empêcher de devenir président. En dépit de cette forte opposition, Núñez remporte les élections dans sept des neuf États et le 8 avril 1880 assume le poste de président de la République.

### Première présidence
Durant son mandat, Núñez essaye de lancer ses réformes, mais le mandat présidentiel de deux ans est trop court pour les faire aboutir. Il fonde la Banque Nationale à travers la loi 39 du 16 juin 1880, ancêtre de la Banque de la République, remplace la monnaie en or par des billets de banque en pesos colombiens. Núñez initie également la construction du canal de Panama par le français Ferdinand de Lesseps, du chemin de fer entre Bogota et Girardot, promeut la navigation sur le río Sinú et la coopération continentale par l'envoi d'une délégation colombienne pour servir de médiateur dans la guerre du Pacifique opposant le Chili au Pérou et à la Bolivie entre 1879 et 1884 et l'organisation d'une conférence latino-américaine au Panama en 1882.
Malgré une opposition féroce de la part du parti au pouvoir, Núñez parvient à ce que Francisco Javier Zaldúa soit élu comme son successeur pour poursuivre ses réformes. Mais Zaldúa, malade et sous la pression des libéraux radicaux, décède le 21 décembre 1882, huit mois après son élection. À sa place, après le renoncement de Núñez lui-même, un autre libéral indépendant, José Eusebio Otálora, est nommé président.
Soutenu par les conservateurs, favorables à la politique que Núñez tente de mettre en place et entrevoyant la possibilité de revenir au pouvoir après une exclusion totale pendant plus de vingt ans, Núñez a la voie dégagée pour tenter sa réélection pour la période 1884-1886, qui est réalisée relativement facilement.

### Deuxième présidence

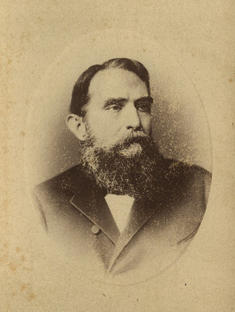
Rafael Núñez, en 1885.

En 1884, Núñez est donc réélu sur son programme de Regeneración. Pour atteindre cet objectif, il fonde le Parti national en collaboration avec Miguel Antonio Caro, un idéologue catholique très conservateur. En raison de sa mauvaise santé, il prend le temps de revenir à Curaçao avant de prendre possession de la présidence, l'intérim étant assuré par Ezequiel Hurtado.
En 1885, après les contentieux électoraux dans l'État souverain de Santander entre les généraux Solón Wilches (es) et Eustorgio Salgar, les libéraux radicaux commencent une révolte qui se répand bientôt dans tout le pays et déclenche une guerre civile dans le but de renverser Núñez. La guerre dure plusieurs mois et prend finalement fin avec la victoire de la coalition conservatrice durant la bataille de la Humareda, sous le commandement du général Guillermo Quintero Calderón. Mettant immédiatement à profit la défaite des radicaux, Núñez prononce depuis le balcon du palais présidentiel la célèbre phrase : « La constitution de 1863 a cessé d'exister ».
Toute opposition ayant disparu, Núñez convoque le 10 septembre 1885 deux représentants de chacun des États souverains pour former une assemblée constituante, installée le 11 novembre de la même année, visant à l'élaboration d'une nouvelle constitution au caractère centraliste.

#### La constitution de 1886
La constitution est promulguée le 5 août 1886 et reste en vigueur, avec quelques modifications, jusqu'en 1991, en étant de loin la constitution colombienne ayant duré le plus longtemps. L'Église catholique y retrouve un rôle de premier plan en tant que source pour rétablir l'ordre social. Les réformes majeures établissent le mandat présidentiel à six ans et transforment les États souverains en départements, centralisant le pouvoir politique au sein du gouvernement national.
L'une des conséquences de la mise en œuvre de la politique de Regeneración est d'écarter totalement le parti libéral du pouvoir. Les conservateurs, alliés aux libéraux indépendants qui sont peu puissants en dehors de Núñez, sont les grands gagnants du changement de régime. La constitution de 1886, très autoritaire, leur permet d'interdire les journaux libéraux et d'emprisonner leurs opposants. Les libéraux n'ont donc plus ni députés, ni gouverneurs, ni presse et leurs principaux leaders sont soit en prison soit en exil.

### Troisième présidence

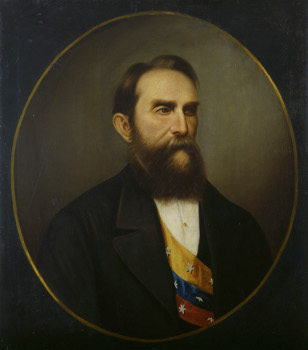
Portrait du président Núñez.

En raison de sa santé fragile, Núñez donne sa démission de la présidence à la Chambre des représentants le 1er avril 1886 et décide de prendre sa retraite, d'abord à Anapoima puis à Carthagène. Pendant son absence, la présidence est assumée par le designado José María Campo Serrano du 1er avril 1886 au 6 janvier 1887 puis par le vice-président Eliseo Payán de janvier à juin 1887.
Les libéraux radicaux, adversaires de Núñez, se rapprochent de Payán pour changer le cours politique profitant de l'absence de Núñez. Avec les rumeurs, Núñez décide de prendre rapidement un bateau qui lui fait remonter le río Magdalena jusqu'à Girardot. De là, il écrit un télégramme informant Payán qu'il reprend la charge de la présidence et continue sa route vers la capitale. Apprenant ces nouvelles, Payán démissionne et prend sa retraite, amorçant ainsi le troisième mandat de Rafael Núñez, entre juin 1887 et août 1888.
L'une des principales réalisations de cette période est la signature du Concordat avec le Saint-Siège le 31 décembre 1887. Cet accord rétablit les relations entre l'État et l'Église catholique, considérées comme un élément essentiel de l'ordre en mesure de réaliser l'unification sociale du pays.
Pendant son mandat, Núñez prend l'habitude de demander l'organisation de célébrations pour célébrer la fête nationale de l'Indépendance de Carthagène des Indes (le 11 novembre). Le directeur du théâtre José Domingo Torres, qui anime les fêtes nationales, demande au maître italien Oreste Síndici de composer une chanson patriotique pour la célébration de 1887. Pour le texte de la chanson, Torres présente à Síndici le poème « Himno Patriótico » écrit par Rafael Núñez en 1850. L'interprétation est faite dans le Teatro de Variedades de l'école publique de Santa Clara, avec un chœur de 30 enfants de trois écoles, élèves d'Oreste Síndici, et le chant est présenté comme l'hymne national de la Colombie. Cette chanson devint plus tard officielle comme  symbole national (es) par la loi 33 du 28 octobre 1920.
Lors des élections du 20 mai 1888, Carlos Holguín Mallarino est nommé président par le Congrès à l'unanimité. Núñez lui transmet le pouvoir le 7 août, retourne dans sa maison du quartier El Cabrero de Carthagène et se remet à écrire des articles pour divers journaux du pays.

### Quatrième présidence
Tous les courants du Parti national proclament une nouvelle candidature de Núñez à la présidence pour les élections présidentielles de 1892 contre Marceliano Vélez (es), dans laquelle il obtient 80 % des suffrages. Pour des raisons de santé, Núñez prête symboliquement serment à Carthagène le 21 septembre 1892, mais décide de rester à l'écart du pouvoir, laissant la charge à son vice-président Miguel Antonio Caro. Il demeure dans l'hacienda de son épouse Soledad Román dans le quartier El Cabrero de Carthagène, où il reçoit quelques visites à travers lesquelles il se tient informé de l'actualité. Mais, durant cette période, l'influence des libéraux indépendants se réduit et la faction conservatrice du parti national se renforce considérablement. Núñez prévoit alors son retour à Bogotá.

### Décès

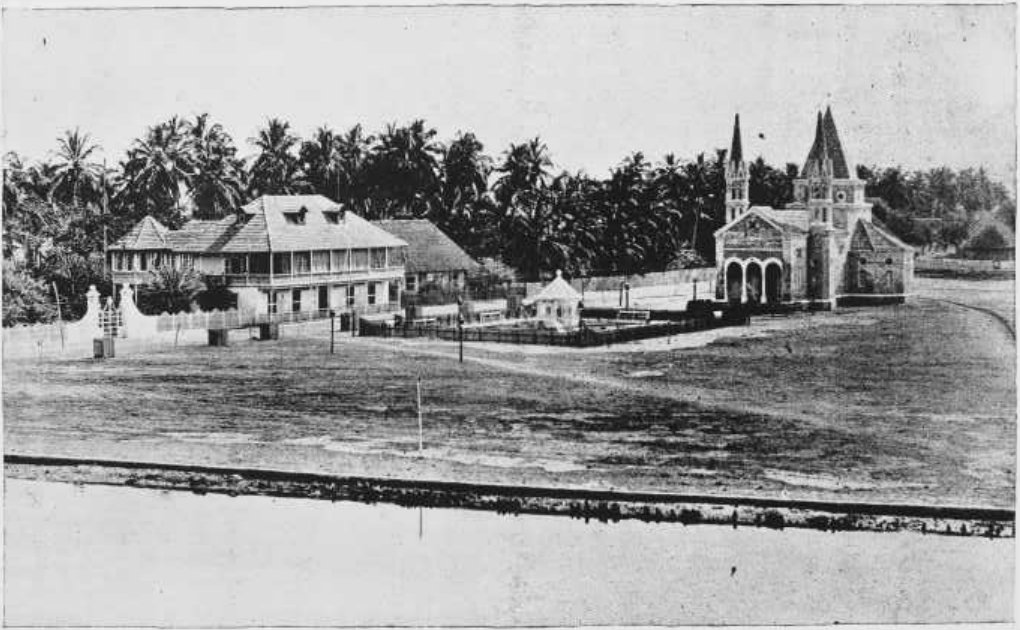
La maison du quartier El Cabrero ayant appartenu à Rafael Núñez et la chapelle Notre-Dame de la Miséricorde où repose son corps.

Sa santé continue à se détériorer, ce qui ne lui permet pas de mener à bien ce qu'il prévoyait faire. Il meurt le 18 septembre 1894, d'un accident vasculaire cérébral. À cette nouvelle, il lui est rendu hommage à travers le pays. Parmi les hommages de ses amis proches, on peut citer un poème que compose en son honneur le poète nicaraguayen Rubén Darío. L'ensemble du Congrès signe une motion de deuil à sa mémoire.
Les funérailles de Núñez durent deux jours et ont lieu dans la chapelle San Juan de Dios de Carthagène des Indes. Ses restes reposent dans la chapelle de Notre-Dame de la Miséricorde, située dans le quartier d'El Cabrero de Carthagène des Indes.

## Production littéraire
Parmi les ouvrages écrits par Rafael Núñez peuvent être mis en notes :
- Des essais politiques :
  - La Federación (1855).
  - Ensayos de Crítica Social (1874).
  - La Rebelión: Noticias de la Guerra (1885).
  - La Reforma Política en Colombia (1885).
- De la poésie :
  - Versos (1885).
  - Poesías (1889).
  - Poesías y artículos críticos (1894).

L'un des poèmes écrits par Núñez, « Himno Patriótico », créé en 1850, a servi de paroles à l'hymne national de la Colombie.
Par ailleurs, Núñez a officié en tant que journaliste. À ses débuts, dans les années 1840, il a fondé le quotidien La Democracia. En 1863, après la convention de Rionegro où il représente l'État de Panama, et jusqu'en 1865, il voyage à New York où il écrit pour différents journaux sous le pseudonyme de Wencelly David de Olmedo. Par la suite, Núñez reprend une activité journalistique pour divers journaux colombiens entre 1888 et 1892, durant le mandat du président Carlos Holguín Mallarino, avant d'être lui-même réélu pour un quatrième (et dernier) mandat présidentiel.

## Hommages

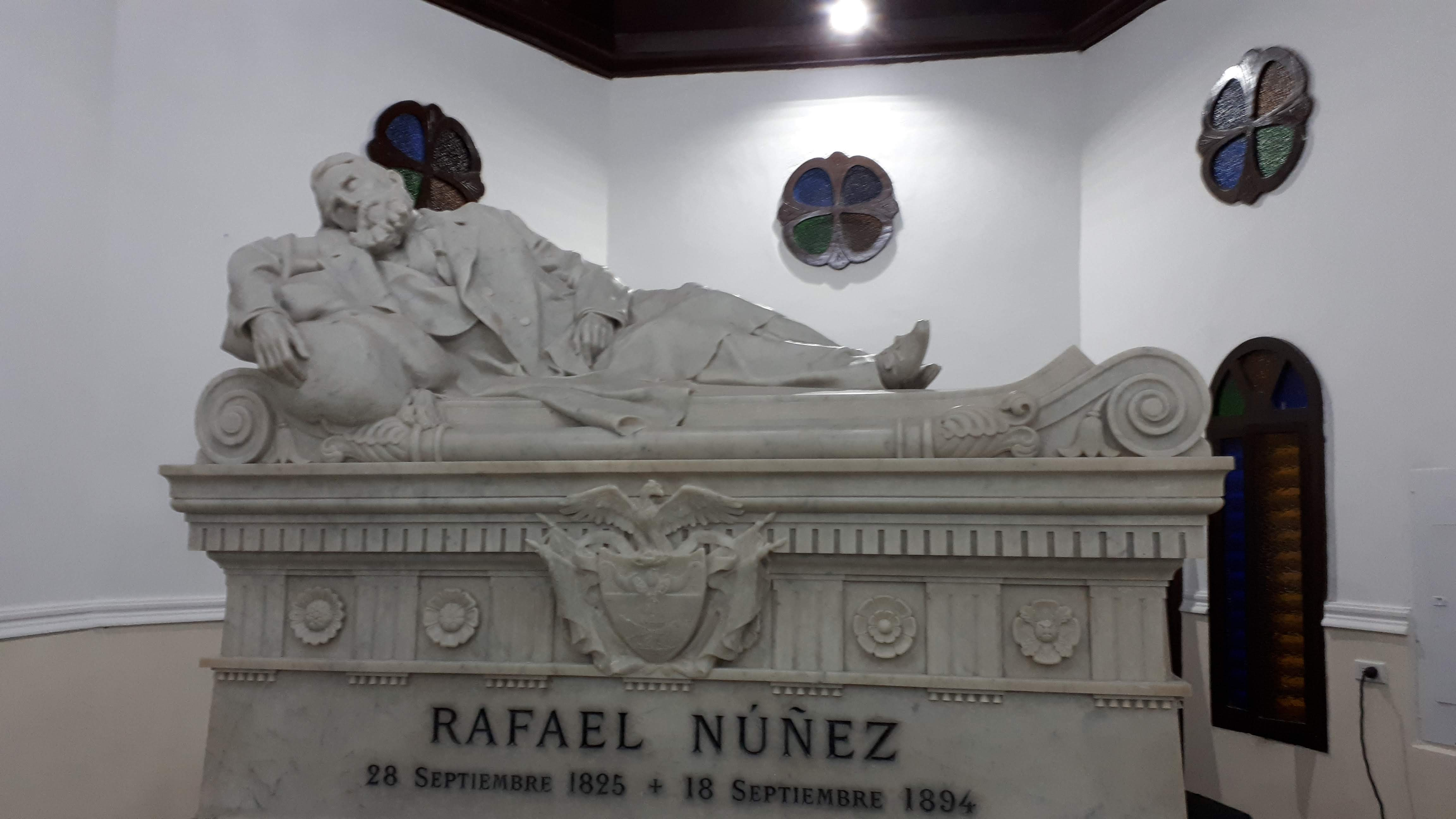
Tombe de Rafael Núñez.

Une statue de Rafael Núñez, créée en 1922 par Francisco Antonio Cano, orne la cour du côté sud du Capitole national qui communique avec le palais Nariño.

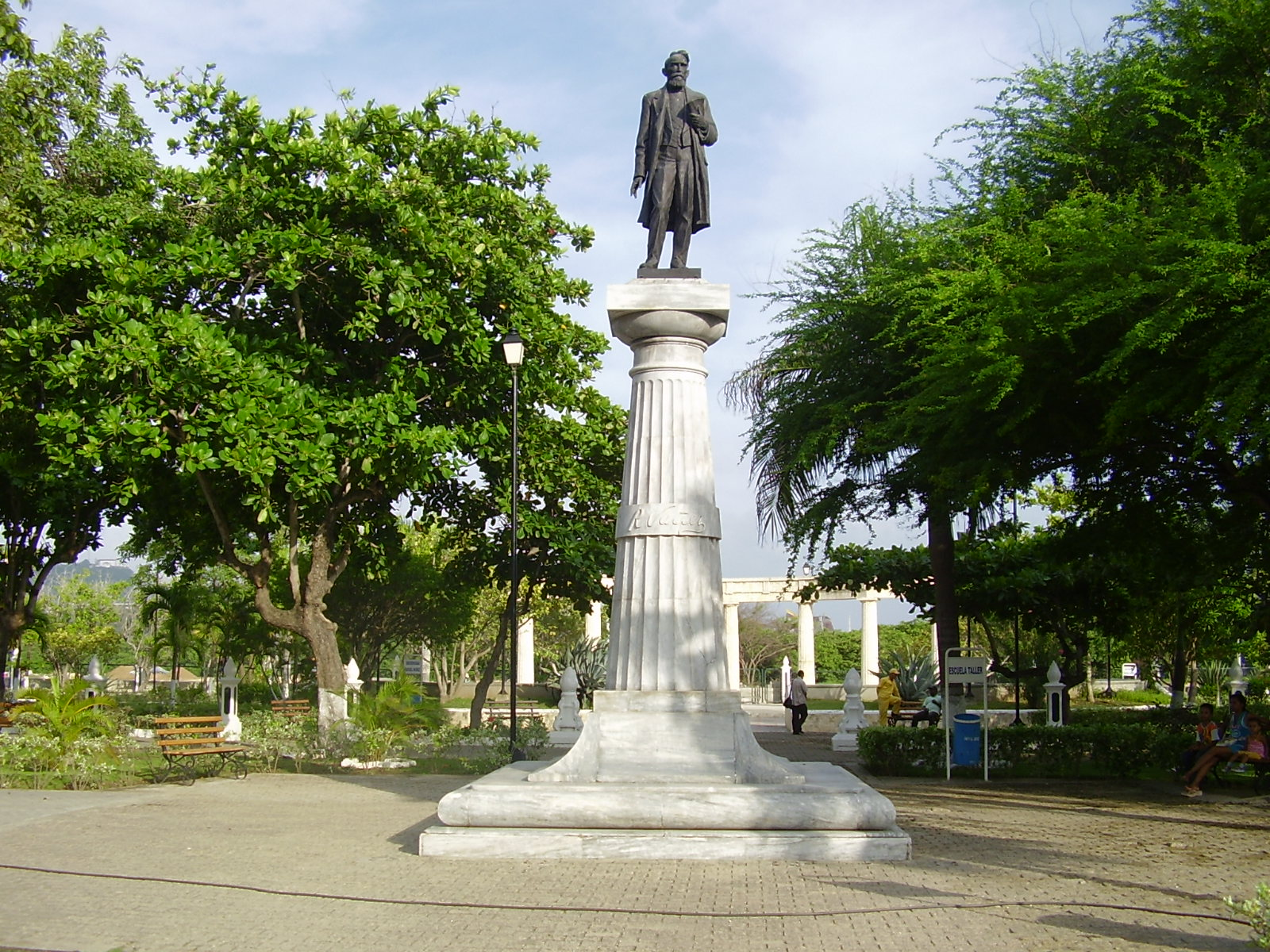
Statue de Rafael Núñez à Carthagène des Indes.

La maison où Rafael Núñez a vécu avec sa seconde épouse, Soledad Román, et dans laquelle la Constitution de 1886 a été signée, située dans le quartier El Cabrero, à l'extérieur des murs de Carthagène, a été transformée en musée. La maison en bois est dans le style des Caraïbes et présente des meubles et objets ayant appartenu à Núñez. En face de la maison se trouve une statue de Rafael Núñez.
L'aéroport international de Carthagène des Indes porte le nom de Rafael Núñez depuis 1986.
Pour marquer le centenaire de la Constitution, la Banque de la République a mis en circulation, le 5 août 1986, une série de billets de 5 000 pesos avec le portrait de Rafael Núñez sur l'envers qui ont été imprimés jusqu'en 1995.
En outre, en 1987, à Carthagène des Indes, fut fondée une institution d'enseignement supérieur qui porte le nom de Corporación Universitaria Rafael Núñez en son honneur.
L'école de formation des carabiniers de la police nationale colombienne située à Corozal depuis 1991 est également appelée Rafael Núñez.